# Condylocardia digueti
Condylocardia digueti is een tweekleppigensoort uit de familie van de Condylocardiidae. De wetenschappelijke naam van de soort is voor het eerst geldig gepubliceerd in 1917 door Lamy.